# Karawang
Karawang est une ville d'Indonésie située à l'est de Jakarta, la capitale, dans la province de Java occidental.
C'est le chef-lieu du kabupaten du même nom. Elle a le statut de kota.